# Pianura (periodico)
Pianura è una rivista letteraria italiana fondata nel 1975 da Sebastiano Vassalli (che l'ha diretta per il primo numero) e, tra gli altri, da Adriano Accattino, Giorgio Bàrberi Squarotti, Cesare Greppi, Beppe Mariano, Roberto Mussapi, Raffaele Perrotta.
Corrispondenti esteri come Vegliante. I numeri seguenti della Rivista sono stati diretti dapprima da Adriano Accattino, Beppe Mariano e Roberto Mussapi, infine dal solo Adriano Accattino.
Il tema del primo numero, gennaio-maggio 1976, è stato "Il ricupero della parola". Per superare l'afasia ingeneratasi con il post- Gruppo 63, si avvertiva la necessità di ricuperare una parola poetica e narrativa radicata nella realtà sociale.
Il numero 2, gennaio 1977, ebbe per tema "La violenza simbolica", in seguito ad un convegno promosso dalla rivista stessa presso l'Università di Pavia.
Il terzo numero, ottobre 1977, "Creatività e politica" poneva il problema della scrittura dopo lo sperimentalismo del "Gruppo 63" e un ritorno ai temi sociopolitici.
La rivista è presente in traduzione francese nell'antologia Le printemps italien con "Il ritorno di Baudelaire" a fumetti (dal numero 2), e testi di F. Capasso, Greppi, Accattino, N. Orengo, Mussapi e Vassalli (trad. J.-Ch. Vegliante), Parigi 1977.